# Differentialquotientenempfindlichkeit
Die Differentialquotientenempfindlichkeit (engl. rate intensitivity) bezeichnet eine Eigenschaft der meisten Rezeptoren und anderer erregbarer neurophysiologischer Strukturen, der zufolge die Erregung von der Änderungsgeschwindigkeit (auch: Anstiegssteilheit) der einwirkenden Größe abhängt.